# Компетентна порода
Компетентна порода (рос. компетентная порода, англ. competent rock; нім. kompetentes Gestein n pl) — порода здатна за певних умов протистояти тектонічному тиску без течії матеріалу та зміни товщини (потужності). Одна і та ж порода протягом геологічної історії може бути то компетентною, то не компетентною в залежності від конкретних умов середовища, тривалості деформацій та інш.